# Leopold Damrosch
Leopold Damrosch (født 22. oktober 1832 i Posen, død 15. februar 1885 i New York) var en tysk-amerikansk dirigent og komponist. Han er blandt andet kendt for at have grundlagt New York Symphony Orchestra under navnet Sympony Society.

## Opvækst
Damrosch blev født i Posen (Poznań) i Preussen som søn af en jødisk far og en lutheransk mor. Han blev selv kristent døbt, da han giftede sig med den tidligere operasanger Helene von Heimburg.
Han fik sin første musikalske undervisning som niårig, hvor han – mod sine forældres ønske, som ville have, at han skulle blive læge – lærte at spille violin. Han accepterede dog sine forældres ønske og blev indskrevet på Berlins Universitet, hvor han tog en Ph.D. i medicin. I sin fritid studerede han imidlertid violinspil under Franz Ries samt kompositionsteknik under blandt andet Siegfried Dehn. Efter at have gennemført sit medicinstudium besluttede Damrosch at vie sit liv til musikken. Han blev kendt som violinist og begyndte at spille for et større publikum i store tyske byer som Berlin og Hamburg. Han tog til Weimar, hvor han blev modtaget af Franz Liszt, som gjorde ham til soloviolinist i det storhertuglige orkester her. Liszt dedikerede blandt andet sit orkesterværk Le triomphe funèbre du Tasse til Damrosch, der dirigerede førsteopførelsen af dette i New York 24. marts 1877.

## Dirigentkarriere
Leopold Damrosch stod førte gang som dirigent, da han i 1859-sæsonen dirigerede de filharmoniske koncerter i Breslau. Dette var en succes, og han fortsatte med at dirigere her i tre år. I 1862 grundlagde Damrosch et filharmonisk selskab i Breslau med et orkester på firs musikere efter forbillede fra Gewandhaus-koncerterne i Leipzig. Selskabet blev berømt i Tyskland, og Damrosch inviterede Liszt til at dirigere flere koncerter, hvilket denne accepterede. Richard Wagner accepterede ligeledes en invitation til at dirigere egne kompositioner i vinteren 1867.
I 1871 emigrerede Damrosch til USA efter invitation fra New Yorks Ariske Herrekor. Han optrådte første gang som dirigent i USA i Steinway Hall 6. maj 1871, hvor han også spillede violin og opførte egne værker. Han optrådte ofte i denne periode, og i 1873 grundlagde han New York Oratorieselskabet. Den første koncert i dette selskab blev afholdt senere samme år og havde et udvalg af kompositioner af Bach, Händel, Palestrina og andre store barokkomponister på programmet. I 1874 gav han endnu en koncert i oratorieselskabet, denne gang med fuldt orkester, hvor Händels oratorium Samson stod på programmet. Til jul samme år opførte man Messias.
I 1877 grundlagde Damrosch sammen med en række mennesker, der var interesseret i at fremme orkestermusikken, New York Symfoniselskabet, der skulle udvikle sig til New York Symphony Orchestra. Dette selskab skulle i første omgang komme til at blive tæt knyttet til Oratorieselskabet, og flere fælles opførelser blev arrangeret. Samarbejdet mellem de to selskaber nåede sit højdepunkt med festivalen afholdt 3.-7. maj 1881 i New Yorks 7. regiments kaserne. Koret omfattede hele 1200 sangere, hvor Oratorieselskabet var basis og udvidet med en række korselskaber fra de omgivende byer. Dertil kom 1000 unge kvinder fra Normal College og 250 drenge fra forskellige kirkekor, der deltog i eftermiddagsopførelserne. Orkesteret bestod i alt af 250 musikere, og Damrosch udvalgte en række musikere til at spille solo. Blandt de korværker, der blev opført, var Händels Dettingen Te Deum og Messias, Rubinsteins Babelstårnet (første opførelse i USA), Berlioz' Grand Messe des morts (ligeledes første USA-opførelse) og Beethovens 9. symfoni. Der var 8-10.000 tilskuere til hver koncert, og begejstringen for initiativtageren til det storslåede arrangement resulterede i stående ovation den sidste aften. Damrosch var i øvrigt blevet udnævnt til doktor i musik af Columbia University i 1880.
I 1883 rejste Damrosch intensivt i det vestlige USA med sit orkester. I september 1884 satte han som direktør gang i en bemærkelsesværdig transformation af The Metropolitan Opera i New York. Operaen havde i sin første sæson med italienske værker haft stor kunstnerisk succes, men økonomien var ret dårlig. Damrosch skiftede til et tyskbaseret repertoire og hentede en række store tyske stjerner til ensemblet, og han sikrede sig i modsætning til den fremherskende tankegang, at alle roller, selv de mindste, blev omhyggeligt besat. Tolv af operaens værker var relativt nye, og blandt disse var Wagners Tannhäuser, Lohengrin og Valkyrien samt Beethovens Fidelio. Dette arbejde skulle vise sig at blive Damroschs sidste, og han dirigerede alle opførelser, indtil den sidste uge af sit liv, hvor han havde pådraget sig en alvorlig forkølelse, som han ikke kom sig over. Han døde i New York 15. februar 1885 og blev begravet i på Woodlawn-kirkegården i Bronx.

## Komponistkarriere
Damroschs komponerede talrige værker, men disse har ikke haft så stor succes på længere sigt. Hans værker omfattede en enkelt symfoni i A-dur fra 1878. Dertil kommer en række violinkoncerter og vokalværker.

## Familie
Damrosch og hustruen Helene fik tre børn, Frank og Walter Damrosch, der begge var født i Beslau og begge som faderen blev dirigenter (de stod begge på et tidspunkt i spidsen for Oratorieselskabet), samt datteren Clara Mannes, der blev musikpædagog og mor til musikeren Leopold Mannes og forfatteren Marya Mannes.